# Ligne de chanson
Une ligne de chanson (de l'anglais songline), également appelée piste de rêve, dans le système de croyance animiste des Aborigènes australiens, est l'un des chemins qui, à travers les terres (ou parfois le ciel), marque l'itinéraire suivi par des « êtres-créateurs » localisés pendant le temps du rêve. Les chemins des lignes de chansons sont enregistrés dans des cycles de chants traditionnels, des histoires, des danses et des arts, et sont souvent à la base de cérémonies. Ils font partie intégrante de la culture aborigène, reliant les peuples à leur terre.

## Description
Le rêve, ou le temps du rêve, a été décrit comme « un récit sacré de la création qui est considéré comme un processus continu qui relie les peuples aborigènes traditionnels à leurs origines ». Les ancêtres jouent un rôle important dans l'établissement de sites sacrés lorsqu'en des temps reculés ils traversèrent le continent. Les animaux ont été créés dans le rêve et ont également joué un rôle dans la création des terres et des corps célestes. Les lignes de chansons relient les lieux et les événements créés, ainsi que les cérémonies associées à ces lieux. L'histoire orale des lieux et des voyages se fait par l'intermédiaire de cycles de chants, et chaque Aborigène a des obligations envers son lieu de naissance. Les chants deviennent la base des cérémonies qui se déroulent dans ces endroits spécifiques le long des lignes de chanson.
Une ligne de chanson a été appelée une "piste de rêve", car elle marque une route à travers la terre ou le ciel suivie dans le rêve par l'un des créateurs-êtres c'est-à-dire un des ancêtres.
Une personne détentrice du savoir est capable de cheminer à travers le pays simplement en répétant les paroles de la chanson, lesquelles paroles décrivent l'emplacement des points de repère, des points d'eau et autres phénomènes naturels. Dans certains cas, il est dit que les chemins des "créateurs-êtres" sont censés être évidents car se déduisant des traces ces êtres, ou pétrosomatoglyphes (en), prenant la forme, par exemple, de grandes dépressions symbolisant leurs empreintes de pas.
En chantant les chansons dans l'ordre approprié, les Aborigènes pouvaient parcourir de vastes distances, voyageant souvent à travers les déserts intérieurs de l'Australie. Le continent australien contient ainsi un vaste système de lignes de chansons ; certaines sont de quelques kilomètres, tandis que d'autres s'étendent sur des centaines de kilomètres à travers les terres habitées par une myriade de peuples aborigènes différents ; des peuples pouvant parler des langues nettement différentes et avoir des traditions culturelles différentes.
Sachant qu'une ligne de chanson peut couvrir les terres de plusieurs groupes linguistiques différents — les langues aborigènes d'Australie étant extrêmement diversifiées — il est affirmé que les différentes parties des chansons sont exprimées dans toutes ces langues. Celles-ci ne sont pas un obstacle car le contour mélodique de la chanson décrit la nature du pays sur lequel la chanson passe. Le rythme est essentiel pour comprendre la chanson. Écouter le chant de la terre équivaut à marcher sur cette ligne de chant et à observer le paysage.
Les groupes voisins sont connectés car les cycles de la chanson sillonnent tout le continent. Tous les groupes aborigènes partagent traditionnellement des croyances dans leurs ancêtres et les lois connexes ; des personnes des différents groupes interagissent les uns avec les autres en fonction de leurs obligations le long des lignes de chansons. 
Dans certains cas, une ligne de chanson a une direction particulière, et marcher dans le mauvais sens le long d'une ligne de chanson peut être un acte sacrilège (par exemple, monter Uluru alors que la bonne direction est vers le bas). Les peuples aborigènes traditionnels considèrent toutes les terres comme sacrées et les chants doivent être continuellement chantés pour garder la terre « vivante ».
Molyneaux et Vitebsky notent que les esprits rêveurs « ont également déposé les esprits des enfants à naître et ont déterminé les formes de la société humaine », établissant ainsi la loi tribale et les paradigmes totémiques.
L'anthropologue Robert Tonkinson a décrit les lignes de chansons des peuples Mardu (en) dans sa monographie de 1978 The Mardudjara Aborigines - Living The Dream In Australia's Desert.

« La ligne de chant est un élément essentiel dans la plupart des performances rituelles de Mardudjara parce que la ligne de chanson suit, dans la plupart des cas, la direction du voyage des êtres concernés et met en évidence de manière cryptique aussi bien leurs activités essentielles que leurs actions les plus banales. La plupart des chansons ont donc un référent géographique aussi bien que mythique, ainsi, en apprenant la chanson, les hommes se familiarisent littéralement avec des milliers de sites ; même s'ils ne les ont jamais visités, tous font partie de leur carte cognitive du monde désertique. »

Dans son livre de 1987 Le Chant des pistes, le romancier et écrivain voyageur britannique Bruce Chatwin décrit les lignes de chanson comme : 

« ... le labyrinthe de sentiers invisibles qui serpentent dans toute l'Australie et sont connus des Européens sous le nom de "dreaming-tracks" (pistes de rêve) ou "Voie du savoir" ; (ces sentiers sont) aux aborigènes comme les "empreintes de pas des ancêtres" ou la "voie du savoir".

Les mythes de la création aborigène parlent de l'être totémique légendaire qui a erré sur le continent pendant le temps du rêve (dreamtime), chantant le nom de tout ce qui croisait leur chemin — oiseaux, animaux, plantes, roches, points d'eau — et chantant ainsi le monde dans son existence même. »

## Exemples de légendes attachées aux lignes de chansons
- Le peuple Yolngu de la Terre d'Arnhem dans le Territoire du Nord raconte l'histoire[7] de Barnumbirr, un être créateur associé à la planète Vénus, qui serait venu de l'île de Beralku à l'Est, guidant les premiers humains en Australie, puis vola à travers le pays d'est en ouest, nommant et créant au passage les animaux, les plantes et les caractéristiques naturelles de la terre.
- Le peuple Yarralin (en) de la vallée de la rivière Victoria vénère l'esprit Walujapi comme l'esprit rêveur du python à tête noire. On dit que Walujapi a sculpté une piste de serpent le long d'une falaise et déposé un moulage de ses fesses lorsqu'elle s'est assise en établissant son camp [réf. nécessaire]. Les deux traces sont encore actuellement discernables.
- Les esprits de rêve de chat indigène auraient commencé leur voyage près de la mer, puis se seraient déplacés au nord, dans le désert de Simpson, traversant les terres comme le faisaient les peuples Aranda, Kaytetye, Ngalia, Loritja et Unmatjera[réf. nécessaire]. Chaque peuple chante le rôle du Native Cat Dreaming relatif aux lignes de chansons avec lesquelles il est lié en une relation territoriale de réciprocité.
- Dans la région de Sydney, à cause du grès tendre locaux, les vallées se terminent souvent par un canyon ou une falaise, et donc y voyager le long des lignes de crête était beaucoup plus facile que de voyager dans les vallées. Dans cette région, les lignes de chansons ont donc tendance à suivre les lignes de crête[réf. nécessaire], et c'est aussi là que se trouve une grande partie de l'art sacré, comme les gravures rupestres de Sydney (en). Au contraire, dans de nombreuses autres régions d'Australie, les lignes de chansons ont plutot tendance à suivre les vallées, où l'eau peut être trouvée plus facilement.
- Les lignes de chant sont étroitement liées aux sites d'art aborigène dans le parc national Wollemi (Nouvelle-Galles du Sud)[8].